# Aldohexózy
Aldohexóza je hexóza s aldehydovou skupinou na jednom konci. 
Tyto aldohexózy mají čtyři chirální centra pro celkem 16 možných aldohexózových stereoizomerů (24). Z nich se v přírodě vyskytují pouze tři: D-glukóza, D-galaktóza a D-manóza. D/L konfigurace je založena na orientaci hydroxylu v poloze 5, a neodkazuje se na směr optické aktivity.

Na obrázku je osm D-aldohexóz a osm L-aldohexóz, které jsou jejich enantiomery neboli zrcadlové obrazy. 

D-Allóza
D-Altróza
D-Glukóza
D-Manóza
D-Gulóza
D-Idóza
D-Galaktóza
D-Talóza

 Chemik Emil Fischer údajně vymyslel následující mnemotechnickou „pomůcku“ pro zapamatování výše uvedeného pořadí, které odpovídá konfiguracím o chirálních centrech, když jsou uspořádány jako 3bitové binární řetězce: „All altruists gladly make gum in gallon tanks.“ (v překladu „Všichni altruisté naštěstí vytvářejí gumu v gallonových nádobách.“).

## Deoxyaldohexózy
Aldohexózy mohou mít jednu nebo více svých hydroxylových skupin nahrazeny vodíkem za vzniku deoxyaldohexóz. Příklady člověku známých sloučenin:
- L-Fukóza (6-deoxy-L-galaktóza)
- Ramnóza (6-deoxy-L-mannóza)
- Chinovóza (6-deoxy-D-glukóza), nacházející se jako součást sulfolipidu sulfochinovosyldiacylglycerolu (SQDG)
- Pneumóza (6-deoxy-L-talóza)